# Тиннянська сільська рада
Ти́ннянська сільська́ ра́да — адміністративно-територіальна одиниця та орган місцевого самоврядування в Дунаєвецькому районі Хмельницької області. Адміністративний центр — село Тинна.

## Загальні відомості
Тиннянська сільська рада утворена в 1932 році.
- Територія ради: 25,489 км²
- Населення ради: 775 осіб (станом на 2001 рік)

## Населені пункти
Сільській раді підпорядковані населені пункти:
- с. Тинна

## Склад ради
Рада складається з 15 депутатів та голови.
- Голова ради: Перець Володимир Аполлінарійович
- Секретар ради: Кітроцький Сергій Миколайович

### Керівний склад попередніх скликань
| Прізвище, ім'я, по батькові      | Основні відомості                                                               | Дата обрання | Дата звільнення |
| -------------------------------- | ------------------------------------------------------------------------------- | ------------ | --------------- |
| Войдевич Валентин Станіславович  | Сільський голова, 1958 року народження                                          | 26.03.2006   | 31.10.2010      |
| Перець Володимир Аполлінарійович | Сільський голова, 1968 року народження, освіта середня спеціальна, безпартійний | 31.10.2010   |                 |

Примітка: таблиця складена за даними сайту Верховної Ради України

### Депутати
За результатами місцевих виборів 2010 року депутатами ради стали:

#### За суб'єктами висування
| Суб'єкт висування            | Кількість обраних депутатів | %    |
| ---------------------------- | --------------------------- | ---- |
| Самовисування                | 10                          | 66,7 |
| Партія «Народна влада»       | 3                           | 20   |
| Партія регіонів              | 1                           | 6,7  |
| Соціалістична партія України | 1                           | 6,7  |

#### За округами
| № округу                     | Прізвище, ім'я, по батькові   | Дата визнання обраним | Освіта             | Партійна приналежність | Відомості про обраного депутата                      |
| ---------------------------- | ----------------------------- | --------------------- | ------------------ | ---------------------- | ---------------------------------------------------- |
| Партія «Народна влада»       |                               |                       |                    |                        |                                                      |
| 5                            | Бичок Петро Віталійович       | 03.11.2010            | вища               | позапартійний          | Фермерське господарство СВ «Поляна», агроном         |
| 7                            | Жук Валентина Олександрівна   | 03.11.2010            | середня спеціальна | позапартійна           | Фермерське господарство СВ «Поляна», касир           |
| 11                           | Марущак Валентина Антонівна   | 03.11.2010            | середня спеціальна | позапартійна           | тимчасово не працює                                  |
| Партія регіонів              |                               |                       |                    |                        |                                                      |
| 15                           | Григор'єва Марія Йосипівна    | 03.11.2010            | середня спеціальна | позапартійна           | пенсіонер                                            |
| Соціалістична партія України |                               |                       |                    |                        |                                                      |
| 14                           | Романова Ірина Іванівна       | 03.11.2010            | середня спеціальна | позапартійна           | Тинчнська сільська бібліотека, бібліотекар           |
| Самовисування                |                               |                       |                    |                        |                                                      |
| 1                            | Ахрамович Анатолій Вікторович | 03.11.2010            | вища               | позапартійний          | Тиннянська загальноосвітня школа І-ІІІ ст., директор |
| 2                            | Марков Олександр Васильович   | 03.11.2010            | вища               | позапартійний          | Тиннянська загальноосвітня школа І-ІІІ ст., вчитель  |
| 3                            | Перець Лариса Леонтіївна      | 03.11.2010            | середня спеціальна | позапартійна           | Тинянська сільська рада, секретар                    |
| 4                            | Коржинський Вадим Миколайович | 03.11.2010            | середня спеціальна | позапартійний          | Тиннянськийфельдшерсько-акушерський пункт, шофер     |
| 6                            | Коржинська Майя Степанівна    | 03.11.2010            | середня спеціальна | позапартійна           | Тиннянський фельдшерсько-акушерський пункт, лаборант |
| 8                            | Плавуцька Надія Павлівна      | 03.11.2010            | середня спеціальна | позапартійна           | Тинянська сільська рада, касир                       |
| 9                            | Гура Антон Степанович         | 03.11.2010            | середня спеціальна | позапартійний          | пенсіонер                                            |
| 10                           | Залісний Іван Михайлович      | 03.11.2010            | вища               | позапартійний          | Фермерське господарство СВ «Поляна», бухгалтер       |
| 12                           | Кітроцький Сергій Миколайович | 03.11.2010            | вища               | позапартійний          | Тинянська сільська рада, землевпорядник              |
| 13                           | Бичок Володимир Віталійович   | 03.11.2010            | вища               | позапартійний          | тимчасово не працює                                  |